# Força Multinacional no Líbano

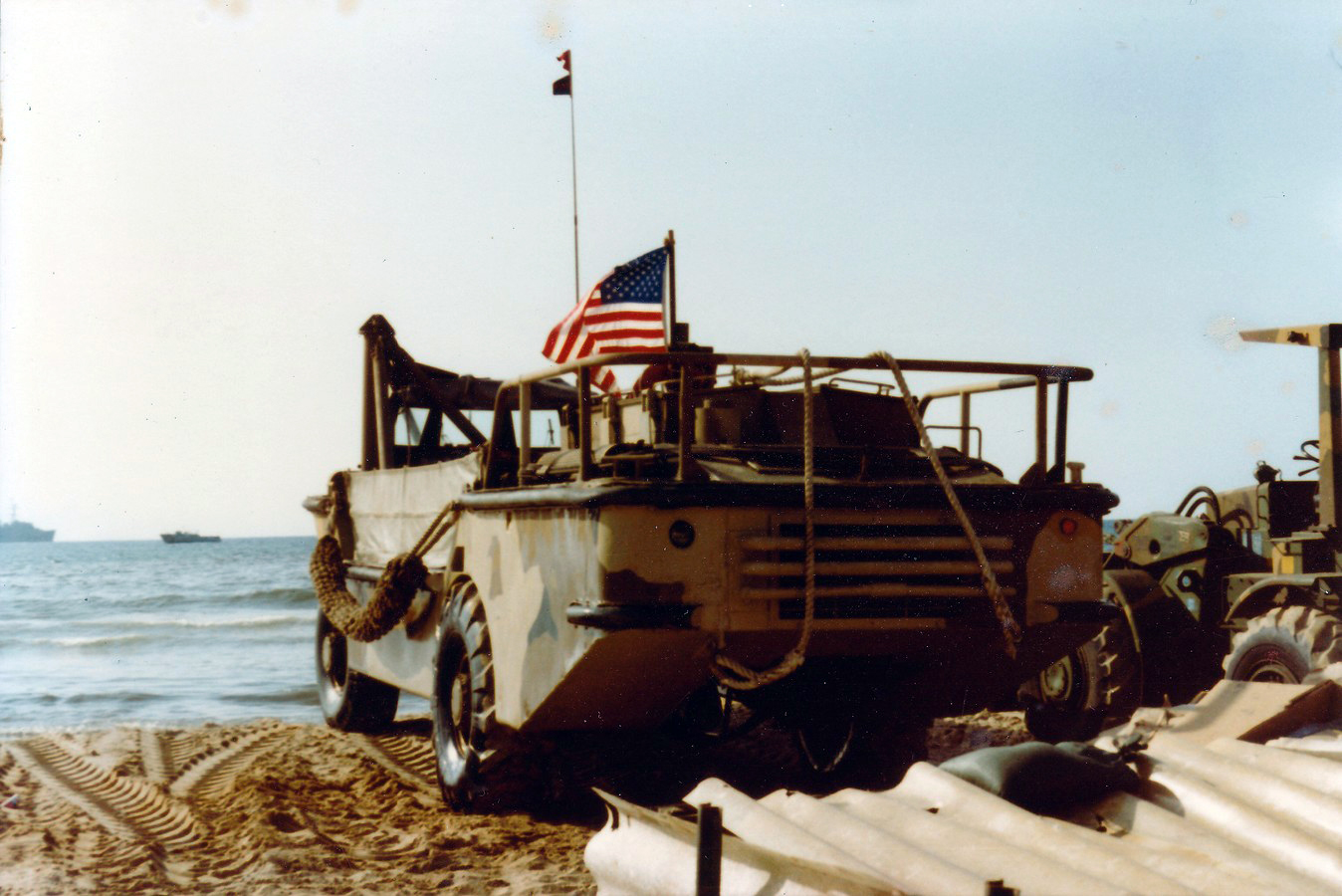
Um veículo anfíbio da Marinha dos Estados Unidos desembarcando em Beirute, 1982.

A Força Multinacional no Líbano (em inglês: Multinational Force in Lebanon, MNF) foi uma força de paz internacional criada em 1982 e enviada ao Líbano para supervisionar a retirada da Organização pela Libertação da Palestina. Dentre os participantes, estavam incluídos os contingentes dos fuzileiros navais dos Estados Unidos e os Navy SEALs, paraquedistas franceses, e também soldados italianos e britânicos.

## Antecedentes

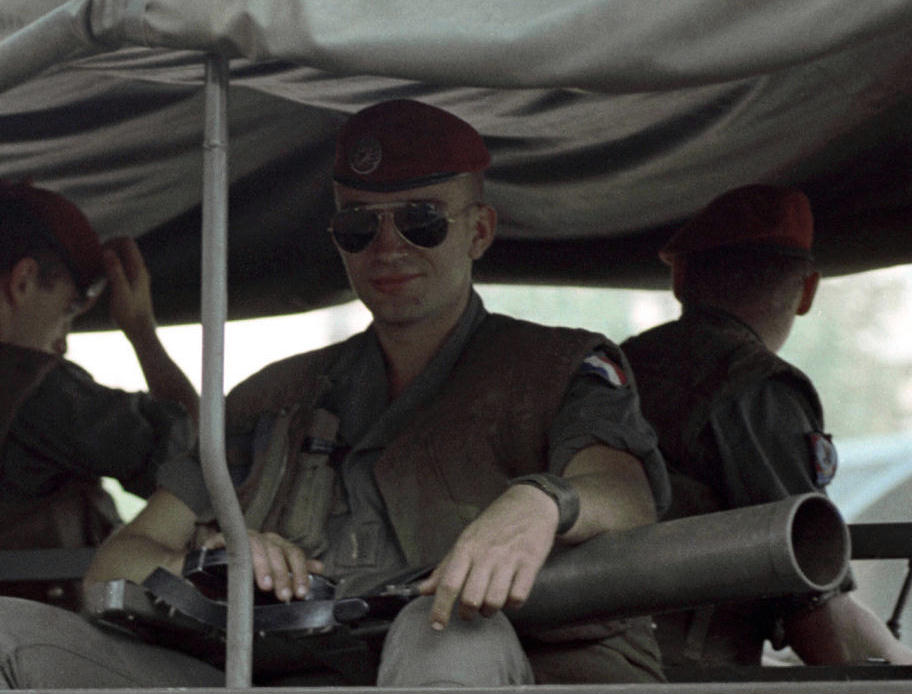
Soldados franceses no Líbano.

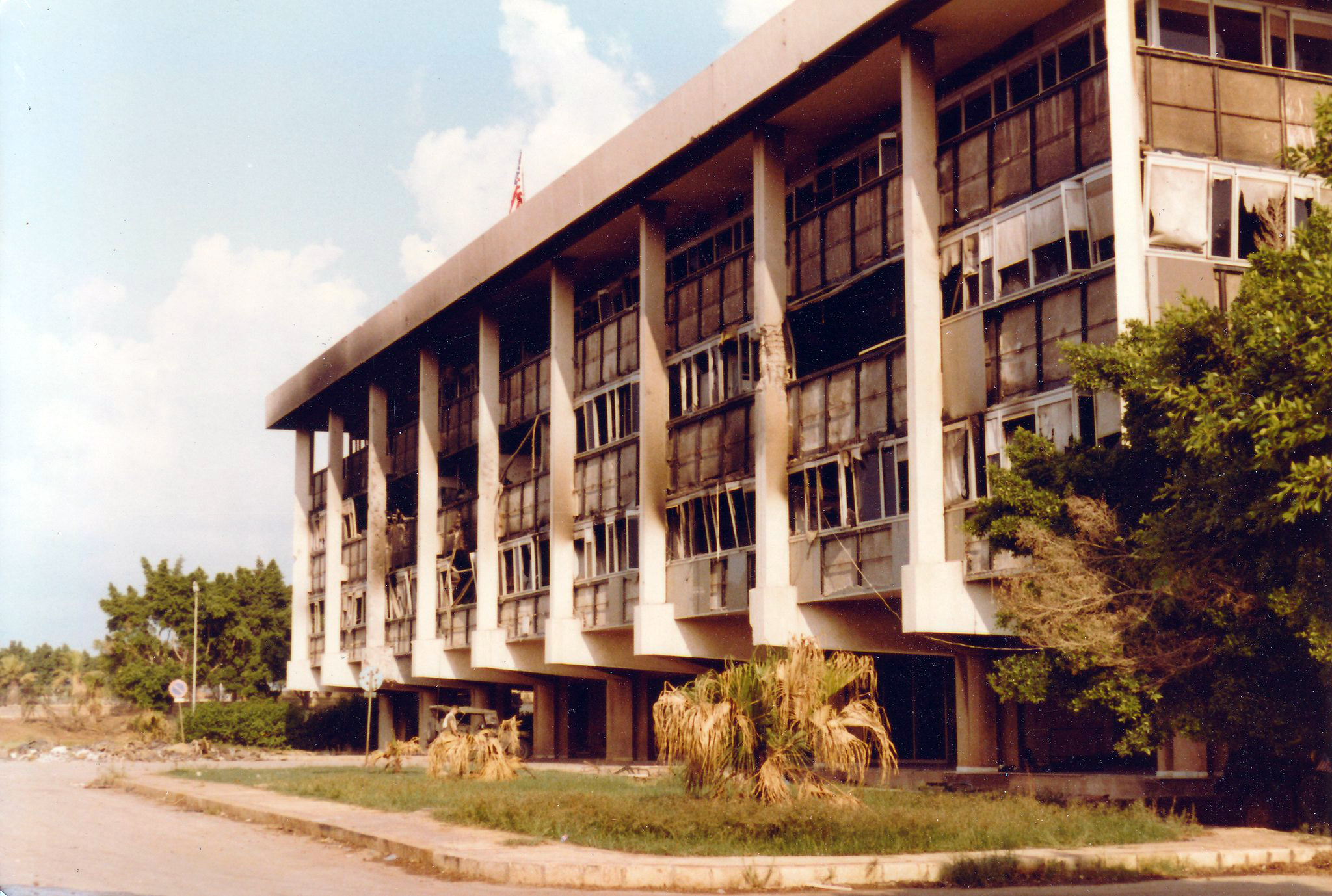
As instalações do Corpo de Fuzileiros Navais dos Estados Unidos em Beirute, 1982.

Os norte-americanos estiveram anteriormente envolvidos em assuntos libaneses, durante a Crise do Líbano de 1958. Nesta intervenção, 14.000 soldados foram enviados ao Líbano pelo presidente Dwight D. Eisenhower para conter a oposição ao presidente Camille Chamoun e países vizinhos. A operação foi considerada um sucesso.
Em 1975, a Guerra Civil Libanesa começou. Mais instabilidade foi causada em 1982 pela invasão do Líbano por Israel, cujo alvo era a Organização de Libertação da Palestina (OLP), com base no país.
Como a capital, Beirute, foi cercada pelos israelenses, o embaixador dos Estados Unidos, Philip Habib, negociou com as partes em conflito para pôr um fim aos combates e para o estabelecimento de uma força de paz em Beirute. Em agosto de 1982, ele foi bem sucedido em trazer um acordo para a retirada das tropas sírias e os combatentes da OLP de Beirute. O acordo previa também a implantação de uma força multinacional de três nações (MNF) durante o período da retirada.

## Desembarque inicial
As tropas francesas desembarcaram em Beirute em 21 de agosto, com as tropas dos Estados Unidos (32nd Marine Amphibious Unit da Marine Corps Base Camp Lejeune) chegando em 24 de agosto e os italianos (2º Bersaglieri "Governolo") em 26 de agosto. Essa força inicial consistia de 850 americanos, 860 franceses e 575 soldados italianos. A OLP se retirou de Beirute para a Tunísia em 30 de agosto; as tropas estrangeiras depois retiraram-se para os navios no Mar Mediterrâneo.

## Crescente envolvimento

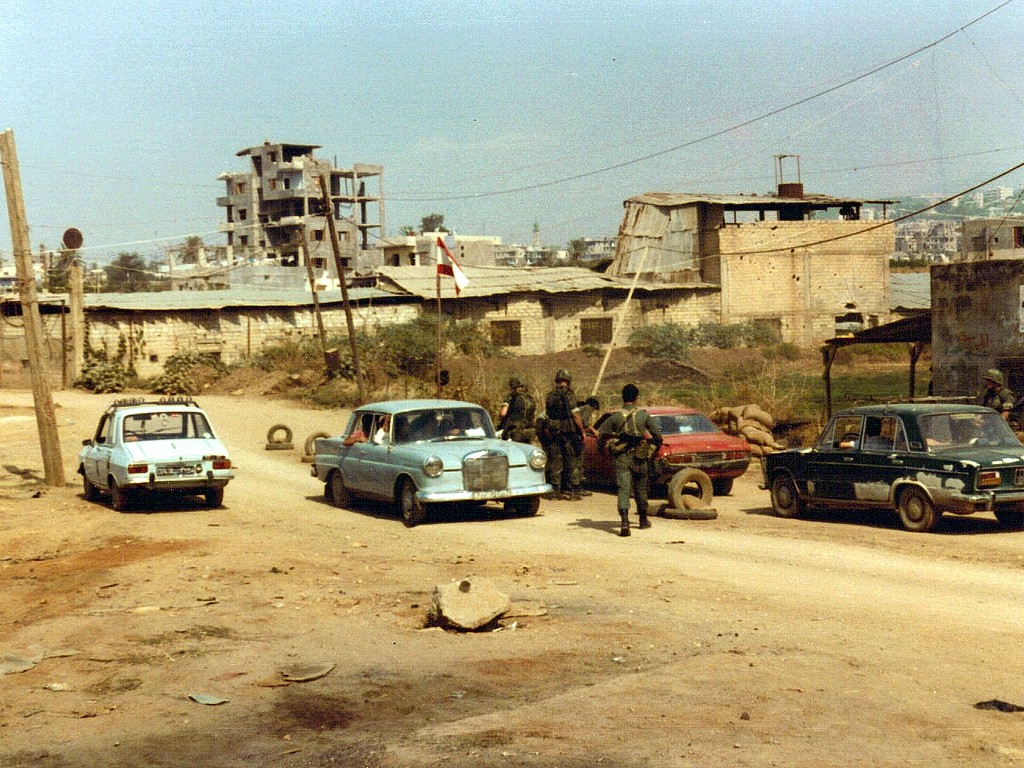
Posto de Controle 4, mantido pelos marines norte-americanos e soldados libaneses. Beirute, 1982.

Apesar da retirada da OLP de Beirute, a missão da MNF estava longe de terminar. Em 14 de setembro, o presidente libanês Bachir Gemayel foi assassinado. Então, a partir de 16-18 setembro, centenas de refugiados palestinos foram assassinados pelas Falanges Libanesas (LF) (que foram aliados  do exército israelense e tinham a presidência no Líbano), apoiados por alguns elementos também pró-israelenses do Exército do Sul do Líbano (SLA) no Massacre de Sabra e Chatila. Este incidente levou o presidente dos Estados Unidos, Ronald Reagan, a organizar uma nova MNF com a França e Itália. Em 29 de setembro, esta nova força entrou em Beirute, com cerca de 1 200 fuzileiros navais. Sua missão era ajudar o novo governo libanês e o exército com a estabilidade.